# Viaredssjön
Viaredssjön is een visrijk meer in het Zweedse landschap Västergötland, nabij Viared en Borås.
Het meer strekt zich over een lengte van 7 km uit tussen de plaatsen Sjömarken en Hultafors. Ook Sandared ligt aan de oever.